# Ernest Henry
Ernest Henry (n. 13 mai 1904, Clarence Valley Council⁠(d), Noul Wales de Sud, Australia – d. 3 iunie 1998, Port Macquarie, Noul Wales de Sud, Australia) a fost un înotător ce a reprezentat Australia, medaliat olimpic. A participat la o ediție a Jocurilor Olimpice (1924) în care a câștigat două medalii de argint.